# Boxeuropameisterschaften der Frauen 2022
Die 13. EUBC Boxeuropameisterschaften der Frauen wurden vom 14. bis 22. Oktober 2022 im Mediteranski Sportski Centar in Budva und damit erstmals in Montenegro ausgetragen. Es nahmen 154 Boxerinnen aus 30 Nationen in 12 Gewichtsklassen teil und lieferten sich 142 Kämpfe.

## Teilnehmende Nationen
- Armenien
- Aserbaidschan
- Bulgarien
- Dänemark
- Deutschland
- England
- Finnland
- Frankreich
- Georgien
- Griechenland
- Irland
- Italien
- Kosovo
- Kroatien
- Litauen
- Moldau
- Montenegro
- Niederlande
- Polen
- Rumänien
- Schweden
- Schweiz
- Serbien
- Slowakei
- Spanien
- Tschechien
- Türkei
- Ukraine
- Ungarn
- Wales

## Medaillengewinnerinnen
| Klasse                      | Gold                            | Silber                       | Bronze                                                         |
| Minimumgewicht (–48 kg)     | Sewda Assenowa Bulgarien        | Roberta Bonatti Italien      | Shannon Sweeney Irland Demie-Jade Resztan England              |
| Halbfliegengewicht (–50 kg) | Buse Naz Çakıroğlu Türkei       | Caitlin Fryers Irland        | Giordana Sorrentino Italien Anachanim Ismajilowa Aserbaidschan |
| Fliegengewicht (–52 kg)     | Tetiana Kob Ukraine             | Wenelina Poptolewa Bulgarien | Olena Sawtschuk Italien Emma Jokiaho Finnland                  |
| Bantamgewicht (–54 kg)      | Anastassija Kowaltschuk Ukraine | Bojana Gojković Montenegro   | Stanimira Petrowa Bulgarien Jekaterina Sytschowa Armenien      |
| Federgewicht (–57 kg)       | Irma Testa Italien              | Swetlana Stanewa Bulgarien   | Michaela Walsh Irland Olga Papadatou Griechenland              |
| Leichtgewicht (–60 kg)      | Kellie Harrington Irland        | Lenka Bernardová Tschechien  | Donjeta Sadiku Kosovo Ana Starowoitowa Litauen                 |
| Halbweltergewicht (–63 kg)  | Amy Broadhurst Irland           | Marija Bowa Ukraine          | Sara Beram Kroatien Sona Harutjunjan Armenien                  |
| Weltergewicht (–66 kg)      | Stefanie von Berge Deutschland  | Aneta Rygielska Polen        | Jelena Janićijević Serbien Busenaz Sürmeneli Türkei            |
| Halbmittelgewicht (–70 kg)  | Ani Howsepjan Armenien          | Christina Desmond Irland     | Tamara Radunović Montenegro Melissa Gemini Italien             |
| Mittelgewicht (–75 kg)      | Aoife O’Rourke Irland           | Elżbieta Wójcik Polen        | Love Holgersson Schweden Anastassija Tschernokolenko Ukraine   |
| Halbschwergewicht (–81 kg)  | Gabrielė Stonkutė Litauen       | Martyna Jancelewicz Polen    | Raisa Piskun Ukraine Tímea Nagy Ungarn                         |
| Schwergewicht (+81 kg)      | Marija Lowtschynsska Ukraine    | Aynur Rzayeva Aserbaidschan  | Şennur Demir Türkei Daria Kozorez Moldau                       |